# Národní kulturní památka (Česko)
Národní kulturní památka (NKP) je kulturní památka, která je nejvýznamnější součást kulturního bohatství národa. K roku 2013 činil počet těchto památek 272, v roce 2022 jejich počet činí 362. Nejvíce je jich umístěno v Praze (60), poté se značným odstupem následuje Brno (14), Olomouc (6) a Ostrava (5).
V Česku prohlašuje národní kulturní památky svým nařízením vláda České republiky a pouze za jejího souhlasu je možné národní kulturní památku vyvézt mimo území státu. Jejich seznam je publikován v Ústředním seznamu kulturních památek ČR.

## Procesy schvalování a odnímání statusu
První seznam národních kulturních památek byl zveřejněn 30. března 1962 a zahrnoval 33 položek. Další přibyly například v letech 1969 (Modrá), 1971 (Budějovická koněspřežka), 1978 (větší množství památek), 1988 (Archiv České koruny), 1989 (větší množství památek), 1991 (Břevnovský klášter), 1992 (areál Parlamentu ČR), 1995 (velké množství památek), 1998 (Moravské zemské desky), 1999 (4 památky), 2001 (velké množství památek), 2002 (4 památky), 2006 (9 památek), 2008 (větší množství památek) a 2010 (38 památek).
Některým národním kulturním památkám byl tento status odňat, například rodnému domu Klementa Gottwalda v Dědicích. V roce 1992 byl tento status odebrán historickému centru města Tábor na žádost městských orgánů, protože bránil restitucím jakéhokoliv objektu ve městě. Nařízením vlády č. 147/1999 Sb. bylo zrušeno množství národních kulturních památek, ale mnohé z nich byly tímtéž nařízením zároveň ve stejném anebo pozměněném vymezení znovu vyhlášeny: to se týkalo vyhlášení, která původně byla provedena pouhým usnesením vlády a nikoliv nařízením vlády.
8. února 2010 schválila vláda ČR s účinností od 1. července 2010 nařízení, které vyhlašuje celkem 38 nových národních kulturních památek, z toho 33 nemovitých a 5 movitých, čímž celkový počet vzrostl na 272. Zastoupena byla zejména moderní architektura, lidová kultura a technika. Zároveň bylo upraveno dřívější vyhlášení Budějovické koněspřežky tak, aby odpovídalo aktuálnímu číslování parcel.
Nařízením vlády ze 23. listopadu 2022 bylo s účinností od 1. července 2023 prohlášeno osm objektů Národní kulturní památkou: zámky Jezeří, Moravský Krumlov, Rosice, Plumlov, Hrad Veveří v Brně, klášter augustiniánů v Brně, klášter v Pivoni a klášter augustiniánů v Roudnici nad Labem.